# Psoa quadrisignata
Psoa quadrisignata is een keversoort uit de familie boorkevers (Bostrichidae). De wetenschappelijke naam van de soort is voor het eerst geldig gepubliceerd in 1868 door Horn.